# Зарічна (присілок, Талицький міський округ)
Зарі́чна (рос. Заречная) — присілок у складі Талицького міського округу Свердловської області.
Населення — 151 особа (2010, 187 у 2002).
Національний склад станом на 2002 рік: росіяни — 97 %.